# Panshel
Panshel est une série télévisée d'animation 3D française en 52 épisodes de 11 minutes 30, créée d'après le personnage de Masaru Houri, produite et réalisée par Sidonie Herman et diffusée à partir du 4 septembre 2006 sur Piwi et maintenant sur Gulli pour l'émission GulliDoo.

## Synopsis
Cette série destinée à un jeune public met en scène les aventures de Panshel et de ses compagnons, une colonie de pandas ailés.

## Épisodes
1. Le Cerf-volant
2. Le Bamboucoptère
3. Les Pouvoirs magiques
4. À la recherche du diamant bleu
5. Panshel prof de pilotage
6. Un sacré plongeon
7. Une course pandastique
8. Le Talisman perdu
9. Casse-cou
10. Big-O mange gratis
11. Le Monstre du jour
12. Oh les filles, oh les filles !
13. Le Grand Choc
14. Chaud et froid
15. Festival sur neige
16. Solo en cas de serpent
17. Y'a pas de koa koa
18. Pandatlantide
19. Solo prend l'eau
20. Encore plus haut
21. La Grande Panique
22. Lonny la cata
23. Ça déborde
24. Une ombre dans la nuit
25. La Fonte des glaces
26. Deux fois rien
27. Secouez-moi, secouez-moi
28. Le Cirque du panda
29. Antigoo
30. Un vrai scoop
31. Titre inconnu
32. Une musique à vous glacer les os
33. Le Maître du jeu
34. Pandatopia
35. Moteur !
36. Au feu les pompiers
37. Camping sur glace
38. Le Jour des jumeaux
39. L'éclair frappe toujours deux fois
40. L'École de vol
41. Le Concours d'orchestre
42. Un couple étrange
43. Koukoa faites-vous ici ?
44. Un Troboo dans la ville
45. Que d'eau, que d'eau !
46. L'Échange
47. Un jardin extraordinaire
48. Au secours, on coule !
49. Panshel Holmes
50. Duo dans le désert
51. Maman Troboo
52. Souvenirs, souvenirs

## Fiche technique
- Réalisation : Sidonie Herman, Florent Mounier
- Scénario : Marie Mazingue, Marie-Cerise Barizeel, Chloé Pattern
- Direction artistique : Olivier Corbex
- Direction de plateau : Brigitte Lecordier

### Distribution
- : Panshel
- Brigitte Lecordier : Shini
- Alexandre Aubry : Reddy
- Caroline Combes : Sheila